# Borneói törpeelefánt
A borneói törpeelefánt (Elephas maximus borneensis) az emlősök (Mammalia) osztályának ormányosok (Proboscidea) rendjébe, ezen belül az elefántfélék (Elephantidae) családjába tartozó ázsiai elefánt (Elephas maximus) egyik alfaja.

## Előfordulása
Borneó nagy szigetén Indonézia, Malajzia és a Brunei szultanátus osztozik. Élőhelyének elvesztése és feldarabolódása a legfőbb veszélyforrás számára; becslések szerint az 1930-1940-es évektől kezdve az állománya a felére csökkent.

## Megjelenése
A borneói törpeelefánt kevesebb mint 2,5 méteresre nő meg; neve ellenére nem sokkal kisebb, mint más délkelet-ázsiai alfaj. Pofája a kölyökelefántokéra hasonlít, a füle nagy, a farka hosszabb, mint a rokonáé. Gömbölydedebb és kevésbé agresszív, mint az ázsiai elefánt.

## Története
Egyes kutatások szerint a borneói törpeelefánt a már kihalt jávai törpeelefántnak (Elephas maximus sondaicus) a leszármazottja. 1750-ben, Jáva szultánja néhány elefántot küldött az egyes Fülöp-szigeteket is magába foglaló Sulu szultanátus uralkodójának, azaz Bantilan Muizzud-Din szultánnak ajándékba. A szultán ezeket az állatok Borneó szigetén szabadon engedte, ahol feltételezések szerint korábban nem éltek elefántok, és így háborítatlanul fenn tudtak maradni. A jávai törpeelefánt a 18. század végén kihalt, de az a néhány egyed, amelyet Borneóra vittek, megmaradt és elszaporodott, állítja a tanulmány. Az 1940-es években Frederick Nutter Chasen angol zoológus ezeket az állatokat a kontinentális indiai elefánt (Elephas maximus indicus) leszármazottjának vélte, míg Reginald Innes Pocock brit zoológus azonosnak tartotta a szumátrai elefánttal. (Elephas maximus sumatranus). Legelőször önálló alfajként az 1950-es években Paulus Edward Pieris Deraniyagala srí lankai paleontológus és zoológus írta le; írását akkoriban a „National Geographic Magazine” adta ki.
2003-ban, az újabb kutatások, melyek a történelmi iratokat, népi szájhagyományokat, illetve az ősmaradányok hiányát vették figyelembe, arra hagytak következtetni, hogy ezek az állatok valójában betelepítettek. Ám ugyanebben az évben a mitokondriális DNS-vizsgálatok azt bizonyították be, hogy a borneói törpeelefánt és a jávai törpeelefánt körülbelül 300 000 évvel ezelőtt vált ketté; és a borneói alfaj a lábán jött el, amikor is a két sziget között még szárazföld volt a pleisztocén kor végén.

## Fordítás
- Ez a szócikk részben vagy egészben  a   Borneo elephant című angol Wikipédia-szócikk ezen változatának fordításán alapul.  Az eredeti cikk szerkesztőit annak laptörténete sorolja fel. Ez a jelzés csupán a megfogalmazás eredetét és a szerzői jogokat jelzi, nem szolgál a cikkben szereplő információk forrásmegjelöléseként.